# Collégiale Saint-Pierre de Leuze-en-Hainaut
L'église collégiale Saint-Pierre est un édifice religieux de la commune belge de Leuze-en-Hainaut, dédié à Saint-Pierre. L'église est classée monument historique en 1934. Un important chantier de rénovation à 2 millions d'€ s'est ouvert en août 2021.

## Histoire
La grande collégiale Saint-Pierre a été construite en 1745 à l'emplacement de l'ancienne église gothique détruite par un incendie. Elle subira un second incendie en 1849 et sera restaurée et classée en 1934. 

## Descriptif
L'austérité de la façade contraste avec la majesté de l'intérieur. On peut voir les boiseries du XVIIIe siècle : les boiseries de style Louis XV, qui intègrent les confessionnaux et qui sont sculptées de motifs variés, la chaire avec un saint Pierre enchaîné et le buffet d'orgue.
La tour de façade élancée est coiffée d'un lanternon et présente les armoiries de la famille d'Arenberg au dessus du portail d'entrée. La nef de quatre travées est flanquée de bas-côtés rythmés par des contreforts à double retraite. Une chapelle du Dieu de Pitié se trouve à l'angle d'un contrefort sud, dans une niche, fermée par une grille datant de 1681.

## Galerie

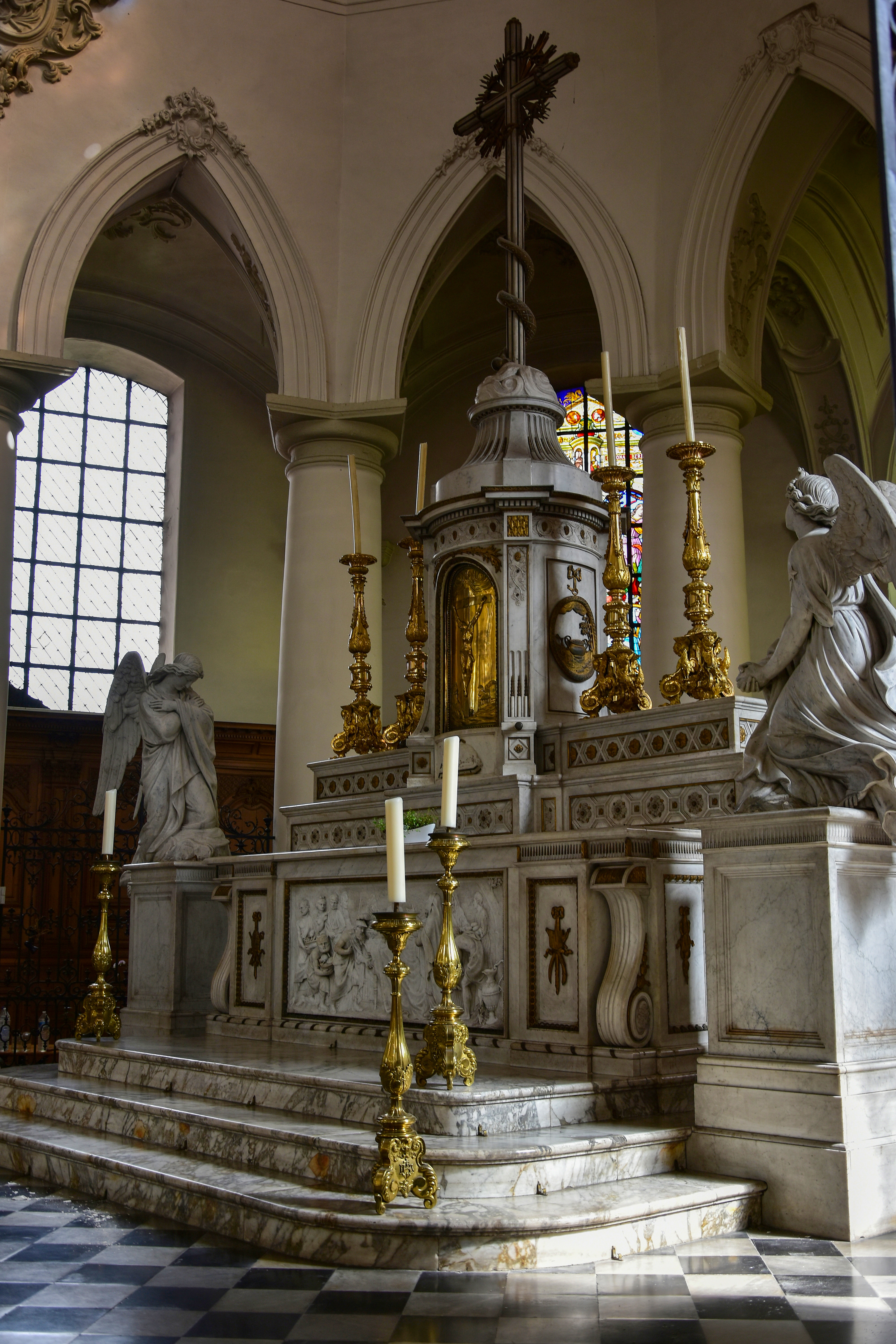
Maître-autel
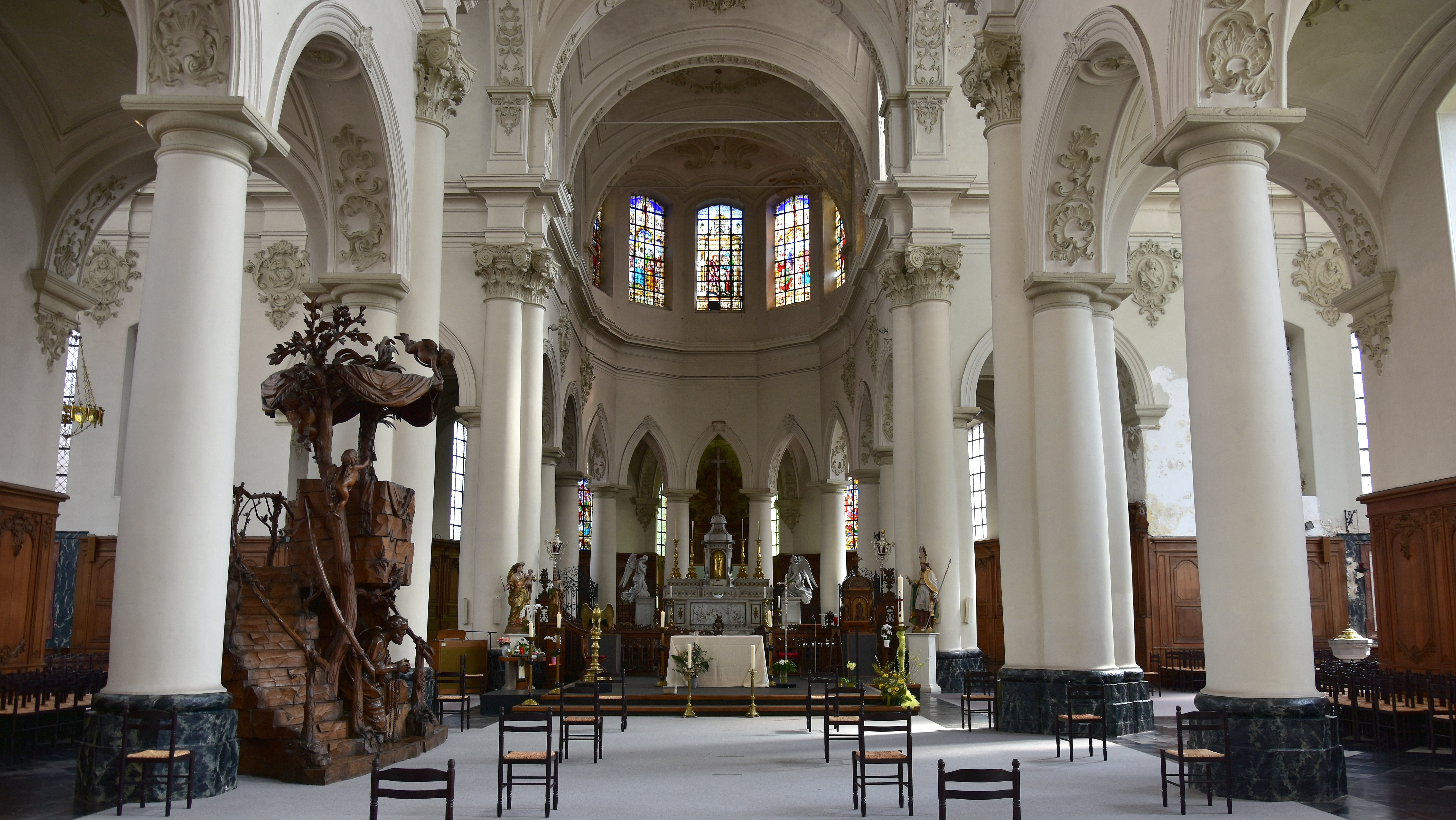
Nef de l'église avec maître-autel
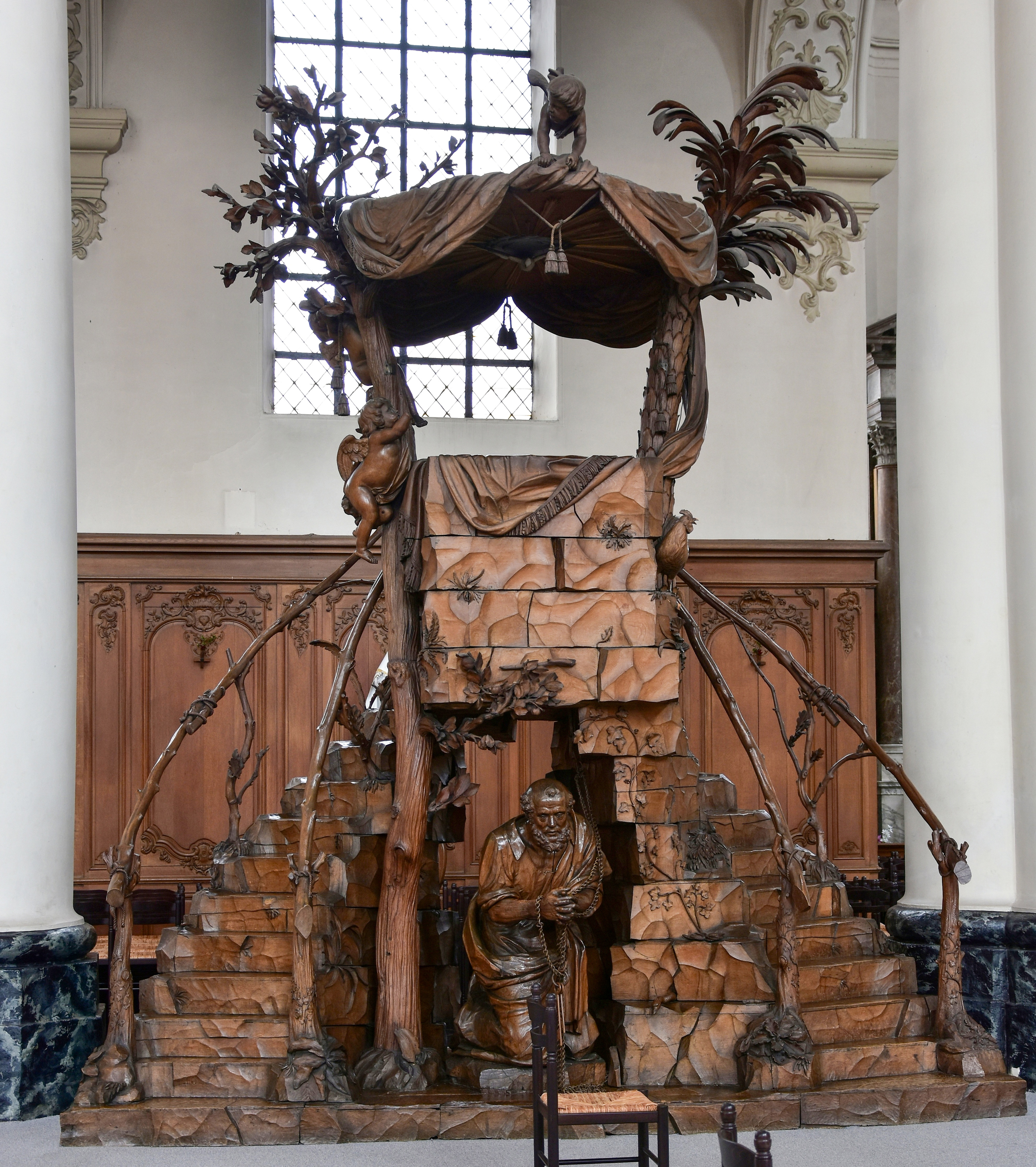
Chaire
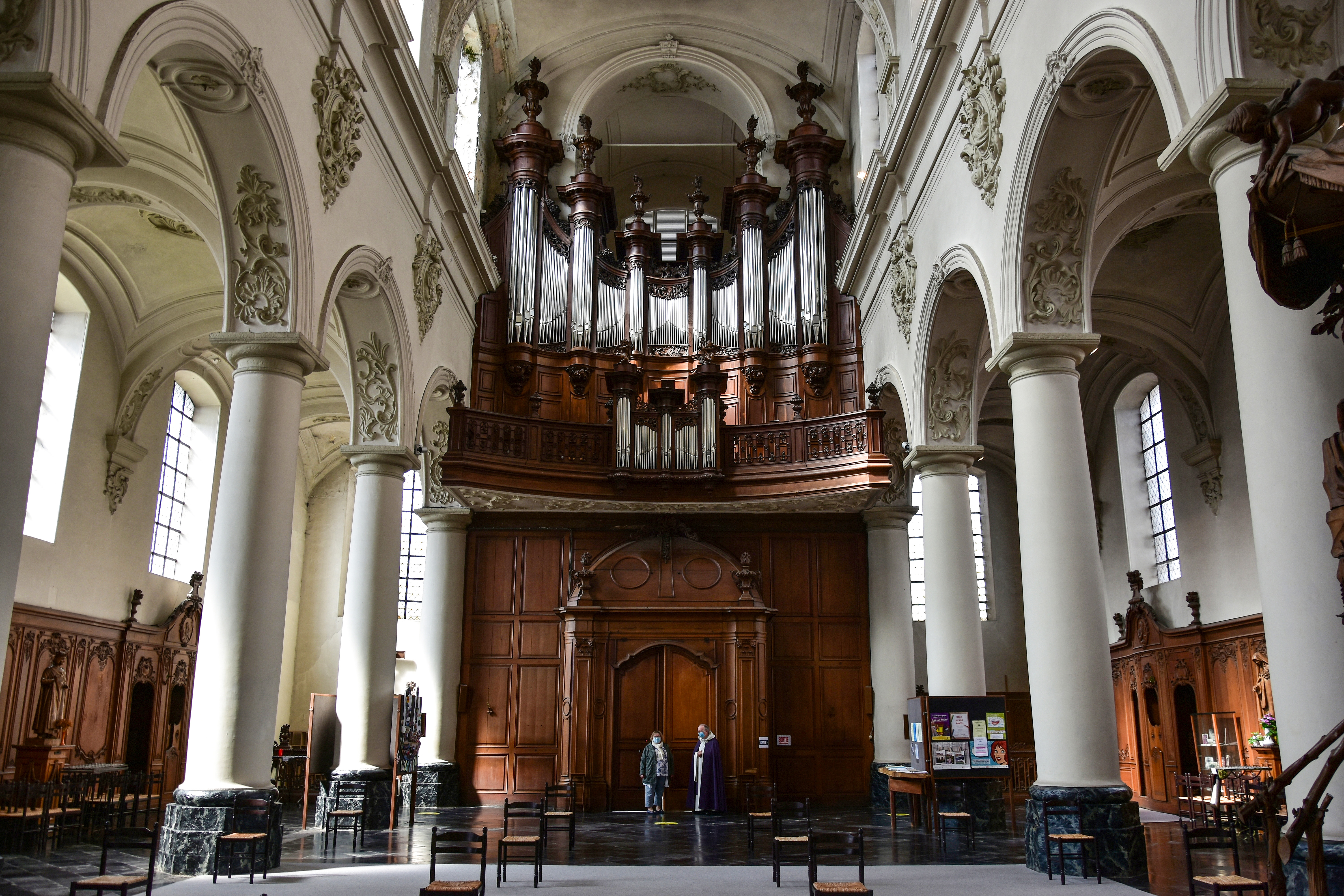
Nef arrière de l'église avec orgue

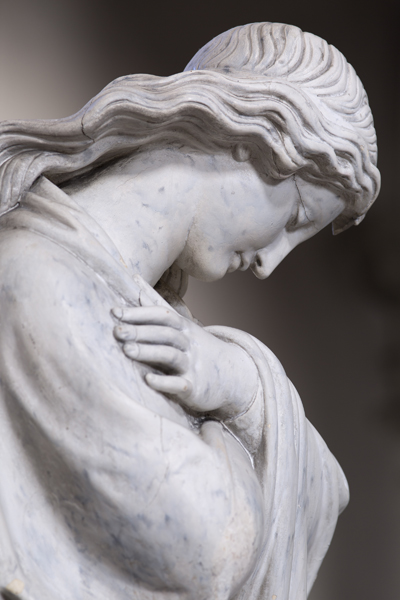
Ange (détail)
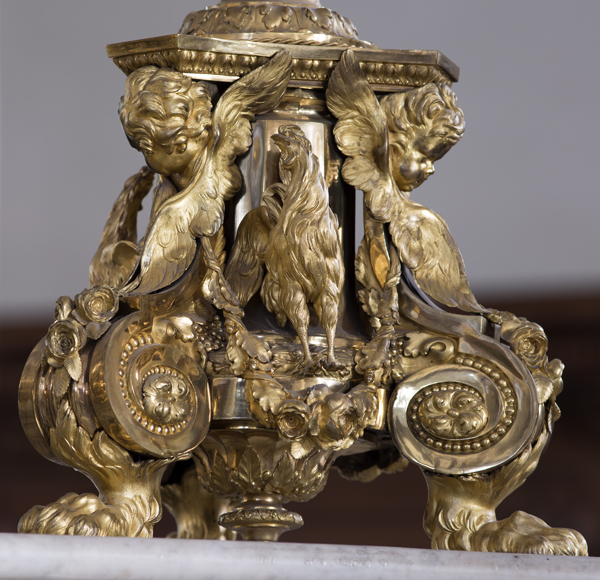
Chandelier (détail)
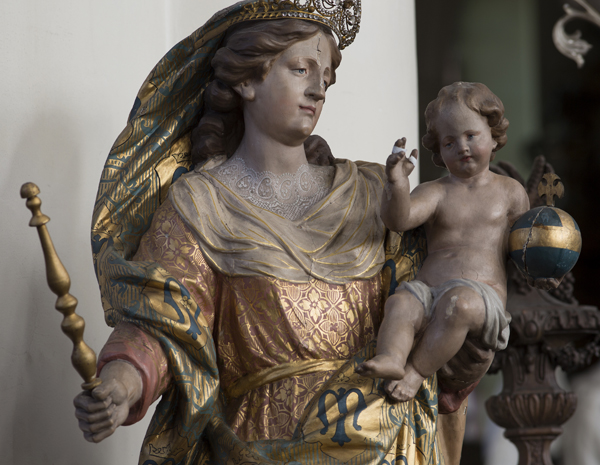
Vierge à l'Enfant (détail)
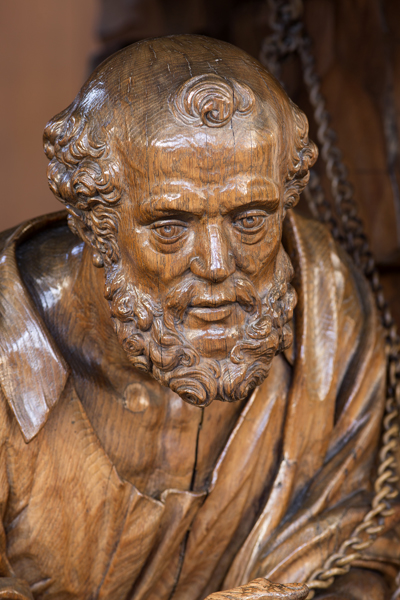
Chaire (détail)